# Jan Władysław Misiewicz
Jan Władysław Misiewicz (ur. 20 czerwca 1877 lub 13 czerwca 1878 w Trybuchowcach, zm. 8 lipca 1952 w Sanoku) – polski sędzia, działacz społeczny.

## Życiorys

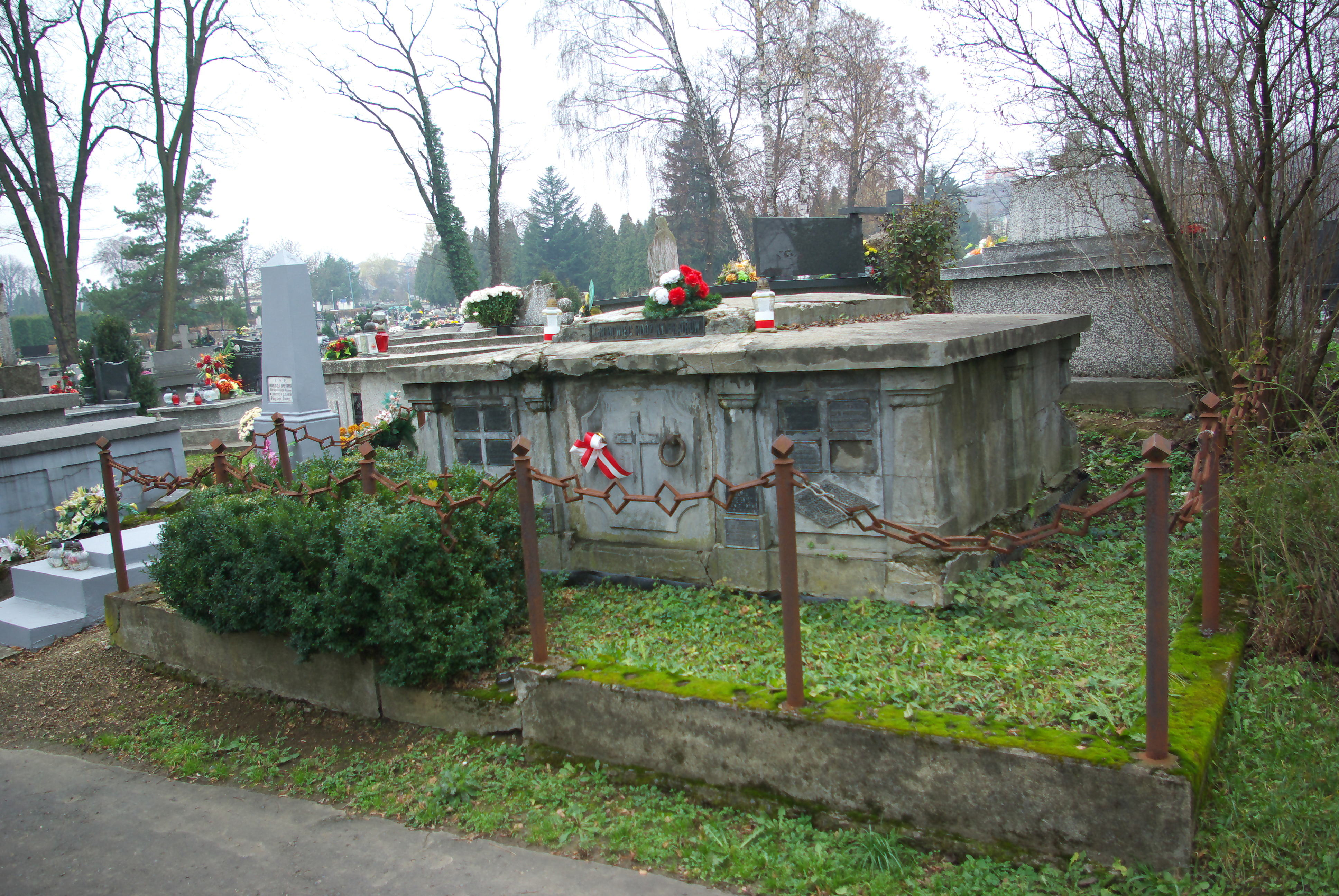
Grobowiec rodzin Bratrów
i Misiewiczów w Sanoku

Jan Władysław Misiewicz urodził się 20 czerwca 1877 w Trybuchowcach lub 13 czerwca 1878. Był synem Feliksa wzgl. Felicjana (zm. 2 marca 1918 w Sanoku w wieku 82 lat) i Felicji z domu Romańskiej (zm. przed 1918).
Ukończył studia prawnicze. W okresie zaboru austriackiego w ramach autonomii galicyjskiej wstąpił do c. k. służby sądowniczej. W randze auskultanta C. K. Wyższego Sądu Krajowego pracował w C. K. Sądzie Krajowym we Lwowie od ok. 1903, potem w C. K. Sądzie Obwodowym w Tarnopolu od ok. 1904. Następnie przeszedł do pracy w C. K. Sądzie Powiatowym w Kopyczyńcach (w okręgu C. K. Sądu Obwodowego w Tarnopolu), gdzie od ok. 1907 był adjunktem, a od ok. 1909 był sędzią. Po wybuchu I wojny światowej od 6 listopada 1914 przebywał w Wiedniu. Od ok. 1914 do 1918 sprawował urząd sędziego powiatowego przy C. K. Sądzie Obwodowym w Sanoku.
Po wybuchu wojny polsko-ukraińskiej w listopadzie 1918 został członkiem Komitetu Małopolskiej Straży Obywatelskiej w Sanoku. Po odzyskaniu przez Polskę niepodległości w okresie międzywojennym najprawdopodobniej pracował jako urzędnik w Urzędzie Skarbowym Akcyz i Monopoli. Na przełomie lat 20./30. pracował jako sędzia w Sądzie Okręgowym w Sanoku, którego był wiceprezesem od około 1930 do zniesienia tegoż w 1934.
Był wieloletnim prezesem Towarzystwa Polskiej Ochronki Dzieci Chrześcijańskich w Sanoku (działającej przy ówczesnej ul. Antoniego Małeckiego). W okresie międzywofjennym był członkiem sanockiego gniazda Polskiego Towarzystwa Gimnastycznego „Sokół” (1921, 1922, 1932, 1924, 1939) i w 1946 zaangażował się w próbę jego reaktywacji.
Prywatnie był fotografikiem oraz bibliofilem, posiadał ok. 920 egzemplarzy dzieł. Po zakończeniu II wojny światowej czynił starania na rzecz inwentaryzacji zasobów fotograficznych w Muzeum Ziemi Sanockiej. Był autorem rozprawy pt. Losy bibliotek Sanoka i Ziemi Sanockiej do r. 1944, artykułu pt. Muzeum Ziemi Sanockiej z 1946.
W Sanoku zamieszkiwał przy ul. Fryderyka Szopena pod numerem bądź 30. Zmarł 8 lipca 1952 w Sanoku. Pogrzeb odbył się 10 lipca 1952. Został pochowany w grobowcu rodziny Bratrów na cmentarzu przy ul. Jana Matejki w Sanoku. 
Jego krewnymi byli: Zygmunt Misiewicz (ur. 22 stycznia 1882 w Krystynopolu, zm. 6 października 1961 w Sanoku), Eugenia Misiewicz z domu Romańska (ur. 29 października 1887 w Krystynopolu, do 1931 starsza kontrolerka pocztowo-telegraficzna w Sanoku, zamieszkująca w tym mieście przy ul. Szopena 33, zm. 14 października 1955 tamże). Był żonaty z Amalią z domu Słonarz. Jego żoną była również Maria Misiewicz, córka Michała Hirschberg i Heleny z domu Krawczykiewicz (ur. 12 lipca 1889 we Lwowie, zm. 24 lipca 1973 w Sanoku).

## Ordery i odznaczenia
- Krzyż Wojenny za Zasługi Cywilne II klasy (Austro-Węgry, przed 1918)[12]
- Krzyż Jubileuszowy dla Cywilnych Funkcjonariuszów Państwowych (Austro-Węgry, przed 1912)[8]